# Rapsodo
Rapsodo (en grego clássico ραψῳδός / rhapsôidós) foi um artista popular ou cantor que, na antiga Grécia, ia de cidade em cidade recitando poemas (principalmente epopeias). E que é meramente um contador de histórias.
É diferente do aedo, que compõe os próprios poemas e os canta, acompanhado de um instrumento (lira ou fórminx). O rapsodo não é acompanhado de qualquer instrumento. Durante a declamação, fica geralmente em pé e segura um ramo de loureiro, símbolo de Apolo. Frequentemente também representa, como no teatro: de facto, as epopeias incluem numerosas passagens em estilo directo. Platão, no seu tratado de poesia Íon, explica a Sócrates a apresentação de uma rapsódia:
«Da cena onde me encontro, observo o meu público: é necessário que o seu choro, o seu olhar espantado, até o seu terror responda às minhas palavras.»
Os rapsodos apareceram no século VII a.C. e continuaram a representar até o Helenismo. Levavam uma vida itinerante, indo de cidade em cidade procurando audiência. Pouco a pouco foram sendo organizados concursos de rapsodos, como nas Panateneias. A mais antiga menção de um concurso desses é feita por Heródoto: ele menciona os concursos de Sicyone na época de Clistene. Teria sido por ocasião de um desses concursos que Pisístrato terá passado a escrito as obras de Homero.
O repertório dos rapsodos era em primeiro lugar consagrado a Homero, mas também recitavam poemas de Arquíloco de Paros e ainda de Semonide de Amorgos.